# اوککس
اوکِکس یا اوک اکس (به انگلیسی OKX)یک مرکز مبادله رمزارز واقع در کشور مالت است. این صرافی در سال ۲۰۱۷ تأسیس شد.

## تاریخ
در ۱۱ آوریل ۲۰۱۸، این شرکت با توجه به تلاش‌های این کشور برای تهیه یک چارچوب مقرراتی مناسب برای کسب وکارهای زنجیره بلوکی و مراکز مبادله دارایی‌های دیجیتال، گسترش خود را به مالت اعلام کرد.
در ماه مه ۲۰۱۸، بر اساس گردش مالی گزارش شده به بزرگترین صرافی رمزارز در جهان تبدیل شد.

## فعالیت در ایران
صرافی اوک اکس به دلیل قوانین بین امللی تحریم به ایرانیان خدمات ارائه نمیدهد.